# Tomoshige Samejima
Tomoshige Samejima (鮫島 具重?, Samejima Tomoshige; Tokyo, 8 aprile 1889 – 13 settembre 1966) è stato un ammiraglio giapponese, attivo durante la seconda guerra mondiale.
Entrò in marina nel 1909 e, dopo varie crociere d'addestramento, si specializzò in artiglieria navale. Ereditato nel 1910 il titolo di barone, studiò anche al Collegio navale nei periodi 1915-1916 e 1921-1923, inframmezzati da compiti di istruttore all'Accademia navale di Etajima e incarichi secondari su alcune grandi unità, come l'incrociatore da battaglia Kongo. Dopo un anno di servizio sull'incrociatore leggero Yura quale ufficiale capo dell'artiglieria, dal 1925 all'inizio del 1927 rimase nel Regno Unito per integrare le proprie conoscenze, pagandosi studi e alloggio grazie alle sue disponibilità economiche. Promosso capitano di fregata, in Giappone divenne aiutante di campo del principe Takamatsu per due anni, seguendolo nella sua carriera; a fine 1929 assunse il comando in seconda dell'incrociatore pesante Haguro e divenne capitano di vascello due anni più tardi. Lavorò dunque allo stato maggiore della 3ª Flotta sino a quando divenne comandante dell'incrociatore leggero Kitakami (1932-1934) e poi di quello pesante Mogami, che condusse nelle prove in mare e con il quale sopravvisse al disastro della 4ª Flotta, sorpresa in esercitazione da una violenta tempesta. Fu quindi trasferito alla guida dell'Haguro e, nel dicembre 1936, assunse il comando della nave da battaglia Nagato: partecipò a operazioni anfibie nel teatro di guerra cinese e continuò ad appoggiare le operazioni anche dopo essere divenuto contrammiraglio, grado con il quale comandò la 4ª Divisione portaerei (1937-1938) e la 2ª Divisione portaerei (1938-1939). Tornato in Giappone divenne aiutante di campo dell'imperatore Hirohito.
Viceammiraglio nel 1941, alla fine del 1942 rimpiazzò Shigeyoshi Inoue alla testa della 4ª Flotta. Il 1º aprile 1943 fu trasferito al comando dell'8ª Flotta a Rabaul e, in questa posizione, fu l'ufficiale superiore delle forze navali e terrestri della Marina imperiale durante la dura campagna delle Salomone. Le unità ai suoi ordini combatterono con determinazione e completarono più di un'evacuazione, ma la superiorità tecnologica, logistica e strategica degli Alleati vanificarono i successi locali e cagionarono perdite sempre più gravi. Rabaul anzi fu sempre più frequentemente bombardata e Samejima trasferì il proprio quartier generale a Faisi nelle isole Shortland, dove rimase intrappolato sino al settembre 1945 quando sottoscrisse la capitolazione dell'8ª Flotta. Lasciò il servizio attivo nel 1946 e si ritirò a vita privata in Giappone, spirando nel 1966.

## Biografia

### L'inizio della carriera
Tomoshige Samejima nacque a Tokyo l'8 aprile 1889, figlio dello stimato ammiraglio Samejima Kazunori, che deteneva il titolo di barone nel sistema nobiliare kazoku allora vigente nell'Impero giapponese. In giovane età s'iscrisse all'Accademia navale di Etajima, studiò nella 37ª classe e per i suoi meriti fu nominato Cavaliere di IV e III Classe dell'Ordine del Nibbio d'oro. Si diplomò il 19 novembre 1909, cinquantunesimo su 179 allievi, ottenne il brevetto di aspirante guardiamarina e fu imbarcato sull'incrociatore protetto Soya, catturato all'Impero russo nel corso della guerra del 1904-1905: su questa unità effettuò la crociera d'addestramento all'estero. Al ritorno in Giappone fu trasferito, il 16 luglio 1910, a bordo di un'altra nave preda bellica zarista, la corazzata Sagami; il 1º dicembre passò dunque alla nave da battaglia Katori. Quattro giorni più tardi fu raggiunto dalla dolorosa notizia della morte del padre e, pertanto, assunse egli stesso il titolo di barone e il posto di capofamiglia. Divenuto guardiamarina il 15 dicembre, Samejima fu trasferito il 20 aprile 1911 all'incrociatore corazzato ex-russo Aso e con esso compì un'altra crociera all'estero. Il 24 aprile 1912 fu assegnato all'equipaggio dell'incrociatore protetto Hashidate, assegnato a compiti di difesa costiera; il 9 agosto, comunque, tornò a terra e intraprese il Corso base alla Scuola di artiglieria navale di Yokosuka. Il 1º dicembre ebbe la nomina a sottotenente di vascello e poco dopo concluse gli studi, passando il 20 dicembre al Corso base della Scuola siluristi: completato anche questo percorso, il 25 luglio 1913 fu imbarcato sulla nave da battaglia Kashima e, dal 1º dicembre, sulla più moderna Kawachi, applicando su tali unità la teoria appresa. Il 28 dicembre 1914 fu posto in attesa di incarichi e per alcuni mesi espletò normale servizio militare: solo l'8 marzo 1915 fu assegnato al cacciatorpediniere di seconda classe Kaba per fare esperienza su unità leggere. Il 13 dicembre, in concomitanza con la promozione a tenente di vascello, intraprese il Corso B al Collegio navale di Tokyo, l'istituzione preposta a formare competenti ufficiali comandanti. Inserito nella 21ª classe, completò gli studi in meno di sei mesi e a partire dal 1º giugno 1916 decise di specializzarsi in artiglieria navale, iscrivendosi al Corso avanzato della Scuola addetta. Dopo ulteriori sei mesi, il 1º dicembre fu imbarcato sull'incrociatore corazzato Azuma e vi prestò servizio per un anno e mezzo circa prima di transitare a bordo del moderno incrociatore da battaglia Kongo e continuare l'apprendimento delle tattiche d'ingaggio. L'11 dicembre 1918, messosi in luce, fu inviato alla Scuola d'artiglieria navale e assunse la guida di una delle unità d'addestramento in qualità di istruttore.

### Gli anni venti e trenta

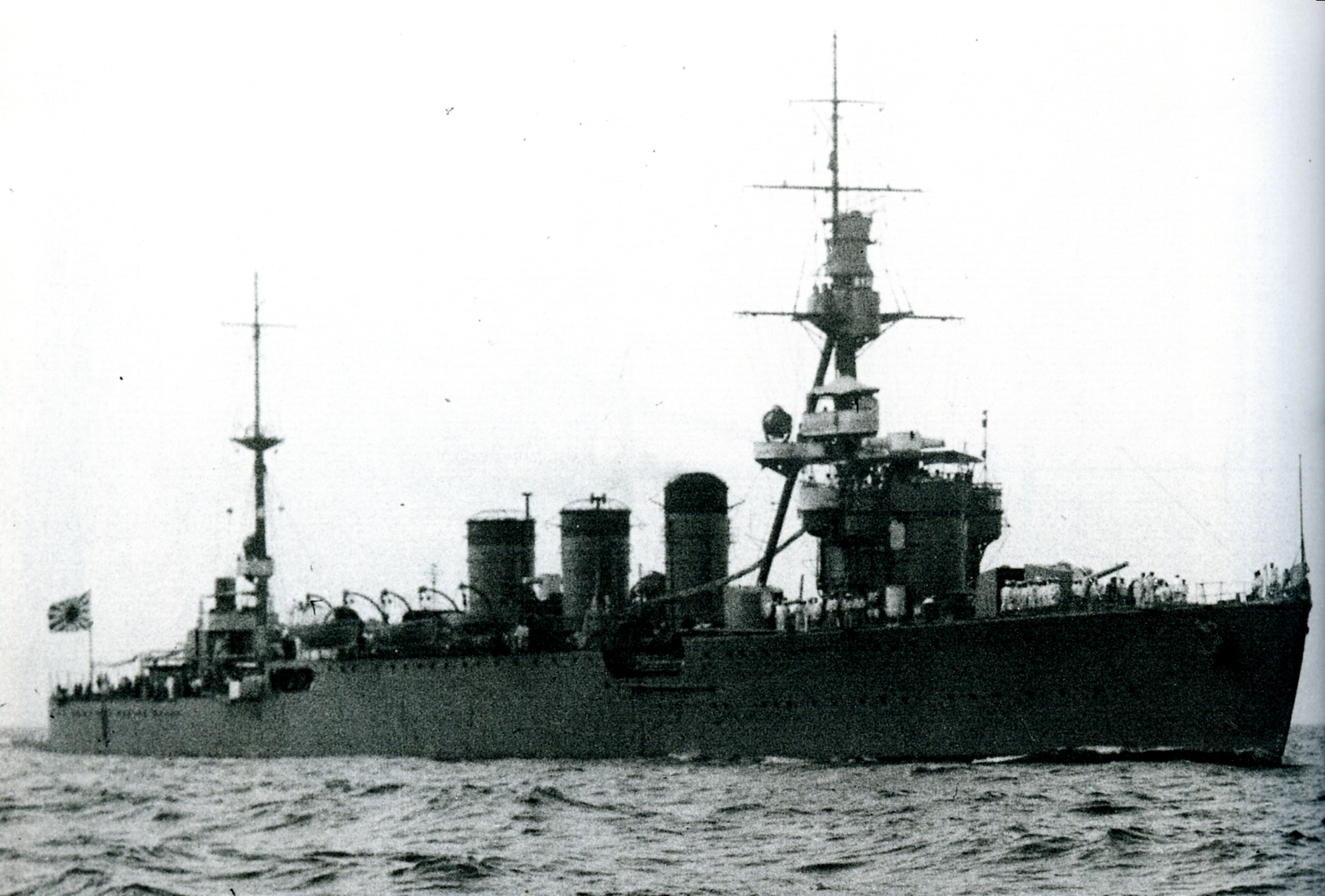
Il Kitakami fu la prima nave da guerra a essere comandata da Samejima

Il 1º dicembre 1920 Samejima fu imbarcato sulla moderna e potente nave da battaglia Mutsu e fu nominato responsabile dell'allestimento finale, nonché vice del comandante del tiro alle torri principali, armate con cannoni da 410 mm. Testò le armi, ma prima che l'unità potesse entrare in servizio Samejima fu posto alle dipendenze del Ministero della Marina (19 marzo 1921) e divenne aiutante di campo e consigliere navale dell'ammiraglio principe Higashifushimi Yorihito. Il 1º dicembre dello stesso anno riprese gli studi al Collegio navale, tornando nella 21ª classe, nell'impegnativo Corso A: al principio del percorso accademico ebbe anche la promozione a capitano di corvetta. Dopo molto impegno ebbe il diploma in meno di due anni e il 15 ottobre 1923, appena uscito dal Collegio, fu imbarcato sull'incrociatore leggero Yura con la funzione di ufficiale capo all'artiglieria. Il 1º dicembre 1924 tornò a terra presso Yokosuka, sede del quartier generale del 1º Distretto navale, ma poco dopo ebbe l'autorizzazione a partire per il Regno Unito dove studiare e integrare le proprie conoscenze. Samejima lasciò il Giappone il 12 gennaio 1925 e rimase a lungo in Europa, pagando di tasca propria soggiorno e studi; integrò ed espanse le proprie conoscenze. Il 1º dicembre 1926 ebbe notizia della sua promozione a capitano di fregata. Due mesi più tardi gli pervenne l'ordine di rientro e, una volta tornato in patria, fu assegnato al Distretto navale di Yokosuka il 10 aprile; allo stesso tempo, comunque, divenne aiutante di campo di Nobuhito, principe Takamatsu, allora un giovane guardiamarina. Nel corso di questo incarico Samejima gli fu sempre a fianco: rimase a bordo dell'incrociatore da battaglia Hiei dal 29 luglio al 1º novembre, poi per un mese figurò tra il personale di Yokosuka e in seguito, dal 1º dicembre, passò a bordo del vecchio incrociatore corazzato Yakumo; infine dal 1º febbraio 1929 fu imbarcato sull'incrociatore da battaglia Haruna. Esso era stato messo a disposizione speciale dello stesso imperatore Hirohito e condusse varie crociere nelle acque cinesi, toccando spesso Port Arthur in Manciuria. Il 30 novembre di quell'anno, in Giappone, Samejima si accomiatò dal principe e, lasciato il posto di aiutante di campo, divenne vice-comandante sull'incrociatore pesante Haguro da poco entrato in servizio.
Il 15 novembre 1930 rientrò al Distretto di Yokosuka per alcuni mesi di servizio a terra e il 1º aprile 1931 ebbe il primo comando della sua carriera: il trasporto militare Seito. Il 1º ottobre cedette il posto e, dopo un mese di regolare attività a Yokosuka, il 2 novembre fu assegnato come assistente allo stato maggiore della 1ª Flotta di spedizione, incaricata di proteggere gli interessi nipponici nella Repubblica cinese. Fu pertanto portato al grado di capitano di vascello il 1º dicembre; il 4 febbraio 1932 ebbe una mansione suppletiva presso la 3ª Flotta, anch'essa schierata nel Mar Cinese Orientale. Rientrò in Giappone verso la fine dell'anno e il 1º dicembre ebbe il comando dell'incrociatore leggero Kitakami, che gestì sino al 14 marzo 1934, quando fu riassegnato all'arsenale navale di Kure: quel giorno era stato varato l'incrociatore pesante Mogami e Samejima fu incaricato di dirigerne l'allestimento finale, per assumerne infine il comando il 1º febbraio 1935. A fine estate il Mogami fu incluso nella 4ª Flotta riunita per le annuali manovre combinate al largo del Giappone: il 26 settembre, però, un violento tifone sorprese le decine di navi in esercitazione e il disastro fu appena evitato. Samejima, sopravvissuto, ricondusse dunque in porto il Mogami che fu subito messo in riserva per una generale ricostruzione. Il 15 novembre fu trasferito alla testa dell'incrociatore Haguro, anch'esso in fase di ammodernamento che si concluse nell'estate 1936: nei mesi successivi, comunque, Samejima rimase nelle acque nazionali e il 1º dicembre assunse il comando della nave da battaglia Nagato. Tra il 21 e il 23 agosto 1937, nel quadro dei movimenti navali per sbarcare rinforzi alle truppe impegnate nella battaglia di Shanghai, Samejima caricò a bordo circa 1 750 soldati a Komatsushima e ancorò la corazzata davanti alla foce del Fiume Azzurro, dove avvenne il trasferimento su incrociatori e cacciatorpediniere per lo sbarco: nel corso delle manovre abbordò inavvertitamente l'incrociatore leggero Oi, senza conseguenze gravi. Rientrò a Sasebo il 25. Il 1º dicembre 1937, in concomitanza con la promozione a contrammiraglio, Samejima divenne comandante della 4ª Divisione portaerei, in realtà una formazione composta dalle portaidrovolanti Kinugasa Maru e Notoro con le quali condusse varie missioni nel teatro di guerra cinese centrale e meridionale, compresa la facile conquista di Tsingtao. Il 1º agosto 1938, durante uno dei periodici rientri agli arsenali giapponesi, passò a comandare brevemente la 13ª Divisione incrociatori e il 1º settembre fu messo a capo della 2ª Divisione portaerei, formata dalla Ryujo e dalla nuova Soryu. Egli salpò subito verso la Cina meridionale e appoggiò la conquista di Canton quello stesso ottobre, tornando in Giappone in novembre. Il 20 ottobre 1939, dopo altre operazioni lungo il litorale cinese, Samejima si presentò allo stato maggiore generale di Tokyo, fece rapporto e per circa un mese rimase a disposizione; il 15 novembre gli fu comunicata la sua nomina ad aiutante di campo dell'imperatore.

### La seconda guerra mondiale

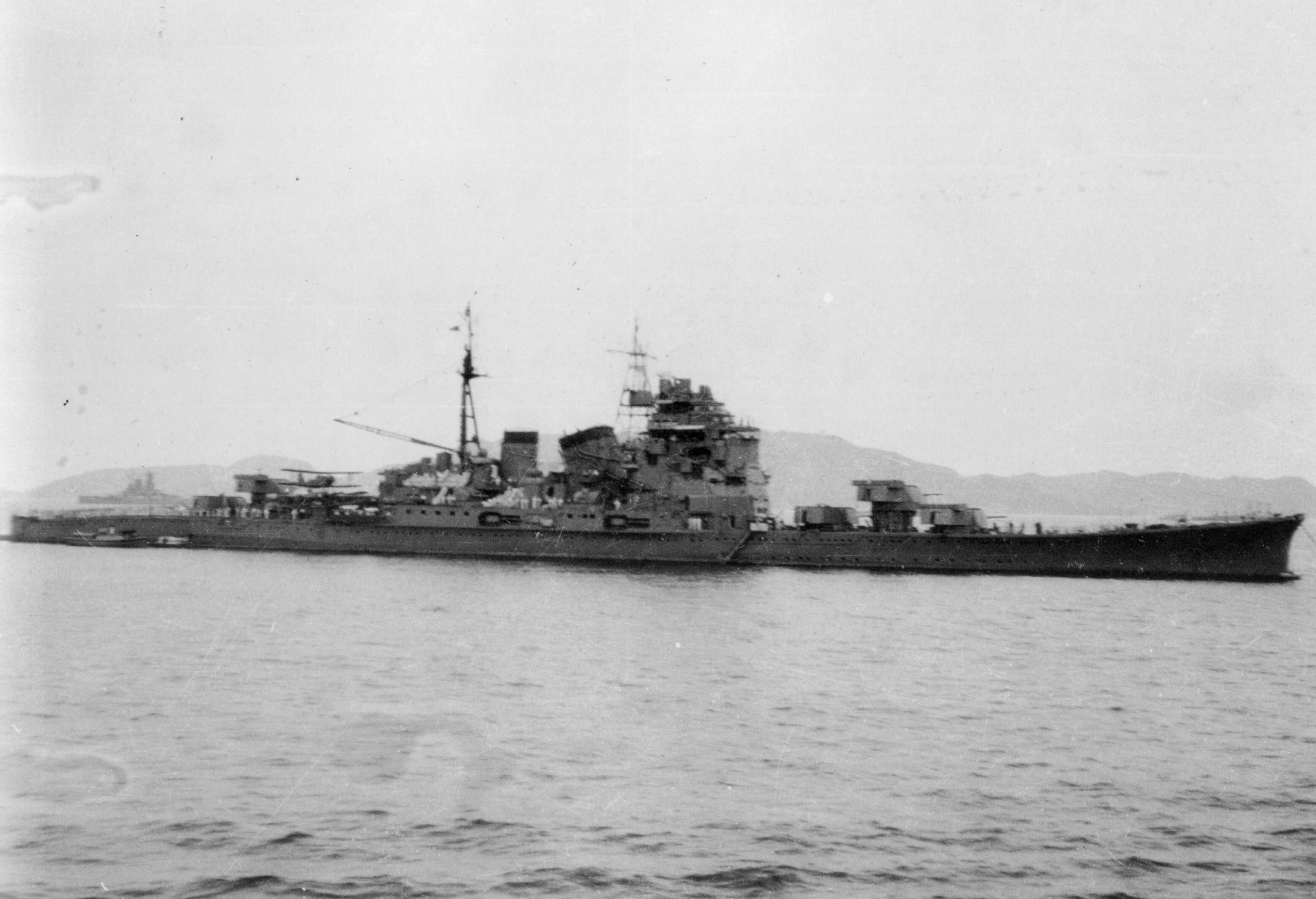
L'incrociatore pesante Chokai nella rada di Truk: fu ammiraglia di Samejima all'inizio del suo comando dell'8ª Flotta

Samejima rimase al fianco di Hirohito per quasi tre anni, ricevendo la promozione a viceammiraglio il 15 ottobre 1941, ma non ebbe incarichi ulteriori né in patria né al fronte. Soltanto il 26 ottobre 1942 si recò alla base aeronavale di Truk per sostituire il viceammiraglio Shigeyoshi Inoue al comando della 4ª Flotta, impegnata in un vasto programma di fortificazione delle isole del Mandato e delle Gilbert settentrionali. Questo arcipelago in particolare fu oggetto di un notevole afflusso di truppe e di reparti da costruzione a Makin e Tarawa; reparti furono distaccati anche sulle isole di Nauru e Ocean. L'importanza strategica di tale settore divenne tale che, il 15 febbraio 1943, Samejima l'affidò alla 3ª Forza speciale per il presidio delle basi, ovvero la 6ª Forza da sbarco speciale "Yokosuka" sul posto sin dalla fine del settembre 1942, cui furono sottoposte tutte le unità nelle Gilbert, a Nauru e Ocean, un totale di circa 2 000 uomini. Il 17 marzo, infine, arrivò a Betio (sede del comando 3ª Forza speciale, a Tarawa) anche la 7ª Forza da sbarco speciale "Sasebo" di 1 669 effettivi, che Samejima aveva ricevuto sotto il proprio controllo cinque giorni prima. Al 31 marzo 1943, sulla piccola isola, erano state completate tutte le postazioni previste per mitragliatrici pesanti Type 93 ed erano stati installati alcuni cannoni da 80 mm sulla punta orientale; l'edificazione dei bunker e ricoveri per i pezzi da 203 mm, 140 mm e 127 mm era avanzata di oltre la metà (eccettuato solo un caso). Anche la ridotta guarnigione di Makin aveva allestito piazzole per vari cannoni da 80 mm e steso chilometri di filo spinato, oltre a completare numerosi nidi di mitragliatrice.
Il 1º aprile 1943 Samejima fu urgentemente richiamato e messo al comando dell'8ª Flotta con quartier generale a Rabaul, dopo il siluramento del viceammiraglio Gun'ichi Mikawa per la disfatta del Mare di Bismarck. Arrivò pochi giorni dopo al suo comando, responsabile per l'area isole Salomone-arcipelago di Bismarck-Nuova Guinea orientale. Samejima continuò a dirigere i pericolosi movimenti navali notturni volti a mantenere e rafforzare le guarnigioni della Nuova Georgia e di Kolombangara dove sorgevano le basi aeree di Munda e Vila; schedulò i viaggi dei veloci cacciatorpediniere e dei trasporti, ricevendo supporto anche dalla Flotta Combinata. In genere queste navigazioni riuscivano a eludere la pur stretta sorveglianza di motosiluranti, aerei dotati di radar e squadre navali, ma nella notte del 6-7 maggio una divisione di cacciatorpediniere si imbatté in un campo minato: uno affondò subito e i due rimasti immobilizzati furono distrutti dall'aeronautica statunitense al mattino. Al contempo Samejima aveva cercato, sul versante delle difese terrestri, di assicurarsi la priorità a scapito del tenente generale Harukichi Hyakutake, al comando della 17ª Armata operante nella stessa area. Dopo varie conferenze e l'intervento del Gran Quartier Generale imperiale, il 31 maggio fu creato il Distaccamento sudorientale che rispondeva all'8ª Flotta, per quanto amministrativamente parte dell'armata. Quando il 30 giugno iniziarono gli sbarchi in forze di truppe statunitensi in Nuova Georgia, Samejima riprese la tattica del Tokyo Express. L'attività giapponese provocò il deciso intervento del naviglio da guerra della South Pacific Area del viceammiraglio William Halsey: il 5-6 luglio e di nuovo il 12-13 luglio si ebbero due violenti combattimenti notturni nel Golfo di Kula; entrambi i contendenti subirono perdite, ma Samejima poté registrare la riuscita delle missioni. L'importanza delle operazioni fece sì che egli si portasse per qualche tempo alle isole Shortland con la propria ammiraglia, l'incrociatore pesante Chokai, per dare supporto a distanza, ma non intervenne negli scontri. All'inizio di agosto, dinanzi al crollo della resistenza in Nuova Georgia, ordinò di dirottare ogni sforzo su Kolombangara, ritenuta il prossimo obiettivo statunitense. Samejima affidò a uno dei suoi subordinati, il capitano di vascello Kaju Sugiura della 4ª Divisione cacciatorpediniere, la pianificazione di questa prima missione; i quattro cacciatorpediniere salpati da Rabaul il 6 agosto, però, caddero in un'imboscata tra Vella Lavella e Kolombangara e solo lo Shigure rientrò alla base. La pesante sconfitta, arrivata subito dopo la perdita della base di Munda, pare abbia scosso e fatto infuriare Samejima.

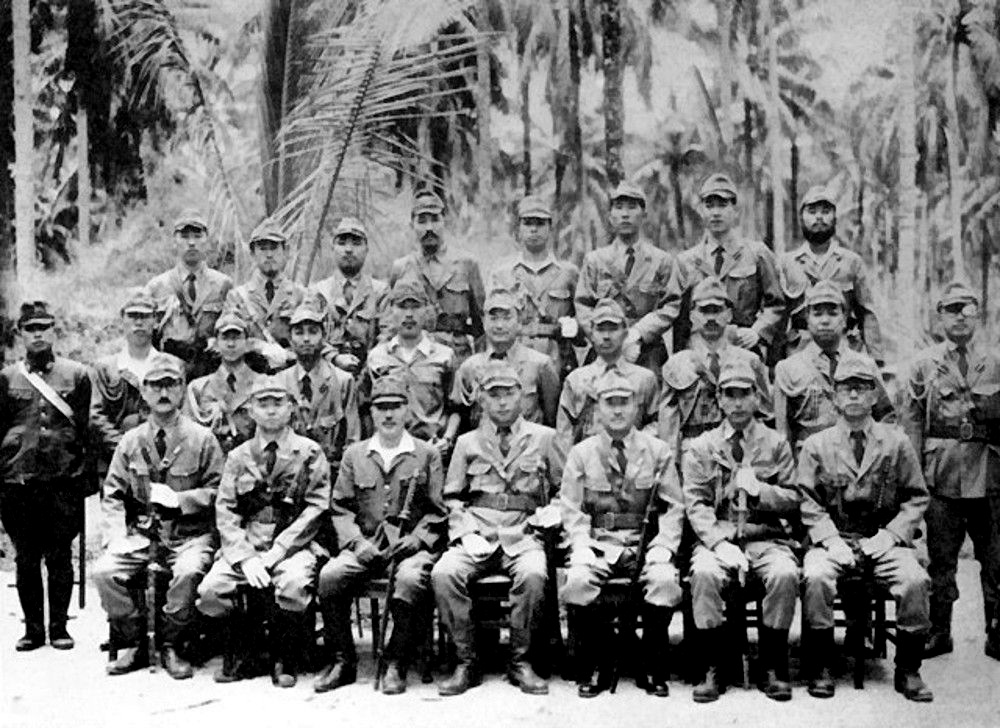
Ufficiali comandanti delle forze giapponesi nelle Salomone: Samejima è seduto al centro in prima fila, con alla sua destra il maggior generale Minoru Sasaki, che difese con abilità l'aeroporto di Munda

Il 15 agosto parte della 37ª Divisione statunitense sbarcò a Vella Lavella, aggirando il bastione di Kolombangara. Obbedendo agli ordini del suo superiore Jin'ichi Kusaka (a capo della Flotta dell'Area sudorientale, che comprendeva l'8ª Flotta e l'11ª Flotta aerea), Samejima con il proprio stato maggiore propose al generale Hyakutake di inviare un battaglione sull'isola. Tuttavia il tenente generale Hitoshi Imamura, omologo di Kusaka, si oppose affermando che per un controsbarco sarebbero servite almeno due brigate, cosa che avrebbe oberato la già difficile situazione logistica. Samejima, pertanto, fu autorizzato a trasferire appena 390 tra soldati e fanteria di marina. Gli uomini salirono su un convoglio di chiatte e cacciasommergibili protetto da quattro cacciatorpediniere, che si scontrarono con altri quattro cacciatorpediniere americani nella notte del 17-18: il combattimento fu molto confuso, solo due imbarcazioni del convoglio furono affondate e l'approdo delle truppe avvenne comunque. A cominciare da settembre le non vaste risorse di cui Samejima disponeva furono rivolte a sgomberare i numerosi presidi nelle Salomone centrali, sostenere le crescenti forze schierate su Bougainville ed evacuare Kolombangara; non fu possibile però spingersi alle isole di Baanga e Arundel, a nord e sud di Munda, le cui deboli guarnigioni furono annientate. Inoltre era dal marzo 1943 che un gran numero di unità di piccolo tonnellaggio era stato assegnato ai presidi e aeroporti che costellavano la Nuova Britannia, una rete di basi volta a sostenere le divisioni in Nuova Guinea. A inizio ottobre Samejima convenne con il viceammiraglio Kusaka che anche Vella Lavella non era più difendibile e affidò alla 3º Squadriglia, con nove cacciatorpediniere, il compito di salvare i circa 600 uomini pigiati sulla costa settentrionale. Il contrammiraglio Matsuji Ijūin combatté nella notte del 6-7 una confusa battaglia a nord-est dell'isola, che si concluse con la perdita di un cacciatorpediniere per entrambe le parti, ma lo sgombero fu eseguito come previsto. La vittoria tattico-strategica risollevò il morale giapponese e, la sera del 7, Samejima con i suoi ufficiali presenziò a una grande cerimonia a Rabaul con tanto di consegna di spade e daghe, seguita da una cena in onore di Ijūin e dei capitani delle sue navi. Tuttavia la pressione nemica non accennò a diminuire e, a cominciare dal 12 ottobre, la 5ª Forza aerea americana proveniente dalla Nuova Guinea iniziò a lanciare massicci raid sulla rada e le installazioni di Rabaul, che si affiancarono all'azione quasi giornaliera degli squadroni dell'AirSols (di stanza a Guadalcanal e Munda), impegnati a bersagliare i numerosi obiettivi su Bougainville e contrastare i movimenti navali giapponesi nelle Salomone centro-settentrionali.

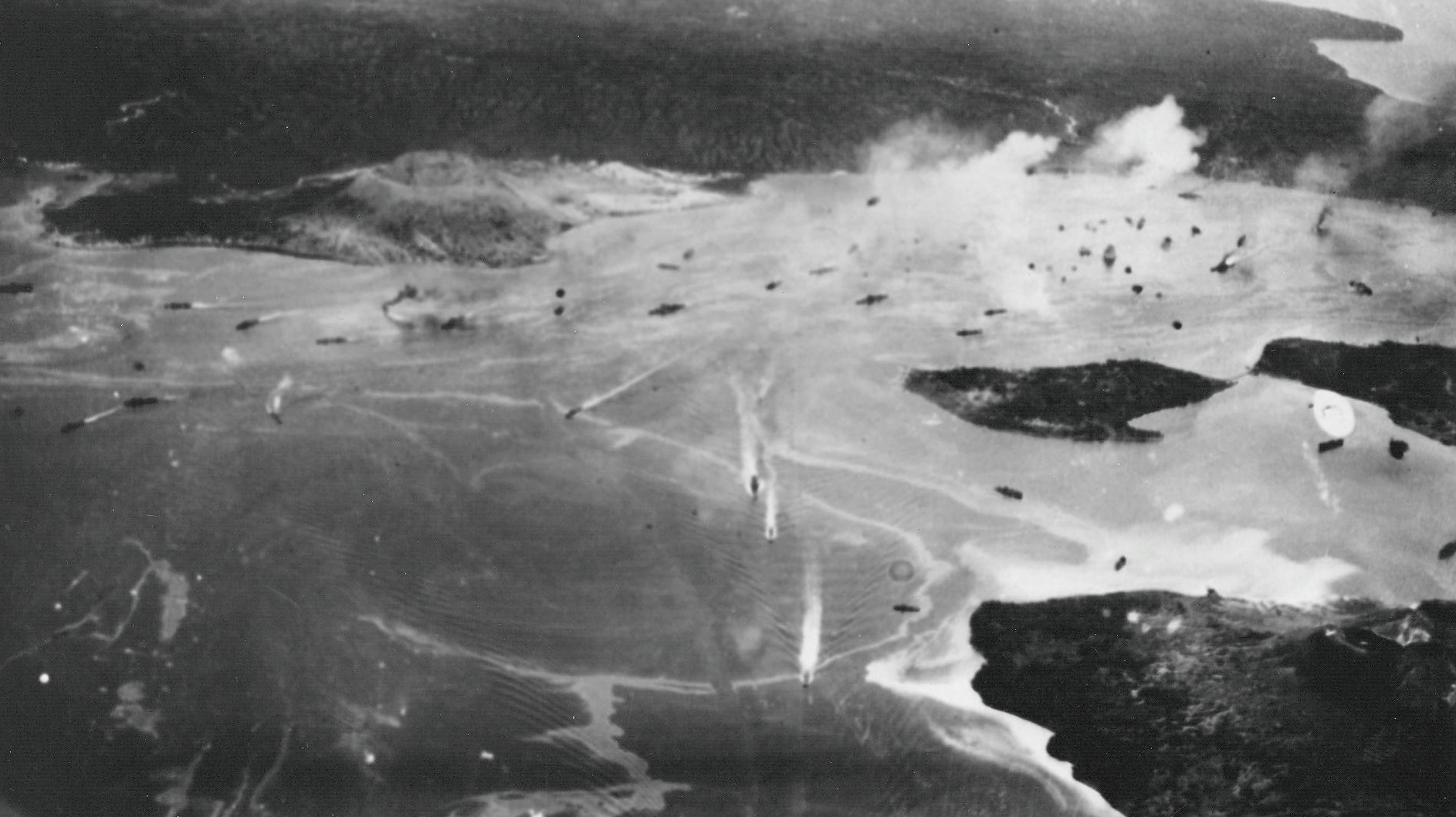
L'inizio del bombardamento di Rabaul del 5 novembre 1943, che impedì a Samejima di compiere una grande spedizione navale a Bougainville

Il 1º novembre la 3ª Divisione marine sbarcò sulla costa occidentale di Bougainville e colse del tutto di sorpresa sia il generale Hyakutake (che si trovava sull'isola) sia Samejima. Questi fu autorizzato dall'ammiraglio Mineichi Kōga ad associare alle sue modeste forze da battaglia la 5ª Divisione incrociatori del contrammiraglio Sentarō Ōmori (arrivata a Rabaul con alcuni trasporti), allo scopo di proteggere un controsbarco immediato di 1 000 uomini. La necessaria rapidità impedì a Samejima di abbozzare un qualsiasi piano con Ōmori, la cui squadra era peraltro costituita da formazioni che non avevano operato insieme prima di allora; nella battaglia notturna del 2 novembre, pertanto, i giapponesi furono seccamente respinti e persero anche l'incrociatore Sendai, ammiraglia della 3ª Squadriglia. Samejima riportò la notizia della sconfitta e, assieme al viceammiraglio Kusaka, riuscì a convincere Kōga a inviare un grosso scaglione della 2ª Flotta da Truk: sette incrociatori pesanti, uno leggero e quattro cacciatorpediniere. Con tali unità Samejima era sicuro di poter schiacciare la testa di ponte americana. La mattina del 5 novembre, tuttavia, un centinaio di velivoli imbarcati statunitensi piombò su Rabaul e inflisse pesanti danni all'intera squadra di incrociatori, che furono costretti a tornare negli arsenali in Giappone per lunghe riparazioni. Samejima, sopravvissuto all'attacco, si rassegnò dunque a organizzare frequenti viaggi notturni verso Buka, isola adiacente alla punta settentrionale di Bougainville, diventata uno scalo per dispensare uomini, munizioni e vettovagliamenti vari a Hyakutake; impiegò tutti i cacciatorpediniere ancora in servizio con l'8ª Flotta e anche l'unico vascello di grandi dimensioni rimastogli, il vecchio incrociatore leggero Yubari. La prima missione di questo tipo si verificò nella notte tra il 6 e il 7, ma l'andirivieni notturno fu interrotto dopo la battaglia di Capo San Giorgio del 25 novembre, nella quale tre cacciatorpediniere di ritorno da Buka furono colati a picco da cinque omologhi statunitensi: la necessità disperata di cacciatorpediniere per la Marina imperiale fece sì che questo tipo di nave non fosse più impiegato in compiti di trasporto/sgombero e Samejima ripiegò sull'intensivo utilizzo di chiatte e unità ausiliarie, coadiuvati dai sommergibili della 6ª Flotta.
Nel corso di novembre e dicembre egli dovette privarsi di un crescente numero di navi, danneggiate o richiamate nel Pacifico centrale; ben presto poté contare solo su una manciata di obsoleti cacciatorpediniere, oltre a poco naviglio di supporto. Grave era inoltre la situazione logistica nella Nuova Britannia occidentale: la pressione aerea alleata aveva fatto strage di chiatte motorizzate, mezzi da sbarco, navi da diporto e molte delle guarnigioni sparse lungo le coste erano a corto di rifornimenti già a fine novembre. Continuavano inoltre i frequenti bombardamenti nell'area di Rabaul della 5ª e della 13ª Forza aerea, la quale divenne sempre più insicura per la Marina imperiale, nonché sulle stazioni e ancoraggi tra Rabaul e Capo Gloucester all'estremità occidentale dell'isola. Privo di qualsiasi unità di valore, Samejima non fu capace di opporre alcuna reazione agli sbarchi del 26 dicembre della 1ª Divisione marine a Gloucester, dove sorgeva un importante aeroporto. L'azione anfibia recise completamente ogni contatto con le sparpagliate unità dell'Esercito imperiale in ripiegamento da Lae e Finschhafen e si sviluppò nei due mesi seguenti in una campagna in profondità, che respinse le forze terrestri giapponesi verso Rabaul. Sempre nel dicembre 1943 era divenuto operativo un nuovo aeroporto nella testa di ponte statunitense su Bougainville da cui decollavano l'AirSols e le squadre aeree dell'Esercito americano; la resistenza giapponese fu progressivamente sgretolata e all'inizio del 1944 la base era ormai devastata e isolata: il 20 febbraio le ultime navi e unità aeree la abbandonarono definitivamente. Proprio in conseguenza di questa vulnerabilità il quartier generale dell'8ª Flotta fu ridislocato in un momento imprecisato a Faisi, piccola isola nell'arcipelago delle Shortland, attrezzata con uno scalo per idrovolanti.

### Ultimi anni e decesso

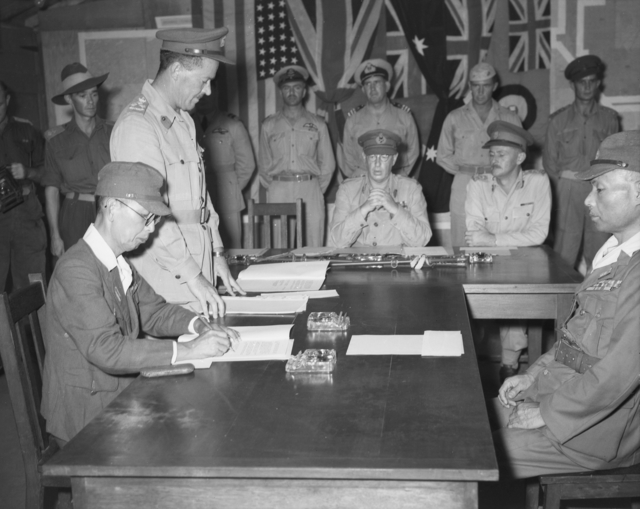
La resa giapponese nel Pacifico sud-occidentale: Samejima (a destra) e il generale Kanda a Torokina, nel settembre 1945

Il viceammiraglio Kusaka e il generale Imamura, con i rispettivi stati maggiori, finirono intrappolati a Rabaul, nella cui zona rimasero anche quasi 100 000 uomini mantenuti sulla difensiva, poiché il generale Imamura mantenne la convinzione che uno sbarco americano fosse in preparazione. Rabaul e i dintorni continuarono a essere bombardati nell'anno e mezzo successivo, spesso come forma di realistico addestramento per i nuovi equipaggi destinati al fronte del Pacifico. Samejima si ritrovò isolato a Faisi e anch'egli non poté più incidere sul corso del conflitto, con l'8ª Flotta ormai ridotta a un'organizzazione prevalentemente terrestre, sparpagliata tra Bougainville e le Bismarck.
Il 15 agosto 1945 l'Impero giapponese accettò la resa agli Alleati. Gli attacchi a Rabaul e i combattimenti a Bougainville furono sospesi e il tenente generale Stanley Savige, comandante del II Corpo d'armata australiano che aveva rimpiazzato a fine 1944 le forze statunitensi sull'isola, tentò di trattare con il generale Masatane Kanda che aveva sostituito Hyakutake. Il generale si rifiutò, affermando che da Rabaul non era arrivato alcun ordine di cedere le armi. Venuto a conoscenza di tali difficoltà, il 21 agosto Samejima inviò un messaggio a Savige spiegandogli che poteva trattare con lui: fino al raggiungimento di un accordo, però, le navi da guerra australiane dovevano rimanere fuori dall'ancoraggio protetto delle Shortland. In seguito alla capitolazione formale a Tokyo del 2 settembre, Kusaka e Imamura sottoscrissero la resa di Rabaul e di tutte le forze ai loro ordini il 5, a bordo della portaerei HMS Glory che si era ormeggiata nel Canale di San Giorgio (tra Nuova Britannia e Nuova Irlanda). L'8 settembre Samejima e Kanda furono prelevati da Faisi da una piccola fregata e condotti al quartier generale del II Corpo a Capo Torokina assieme a due ufficiali interpreti. Samejima e il generale depositarono le proprie katana sul tavolo predisposto, sedettero e firmarono uno dopo l'altro il documento di resa alla presenza di Savige, di sei alti ufficiali australiani, di un commodoro dell'Aeronautica neozelandese e di un tenente colonnello del Corpo dei marine: questi era John P. Coursey, sopravvissuto alla distruzione della USS Arizona a Pearl Harbor. Alla conclusione della cerimonia Samejima e gli altri giapponesi si tolsero i berretti, si misero in riga e si inginocchiarono per un minuto di silenzio rendendo onore ai caduti degli Alleati, un gesto proposto dal viceammiraglio. Samejima fu rimpatriato nelle settimane successive e il 5 marzo 1946 lo stato maggiore della Marina imperiale, ancora attivo per sovrintendere alla smobilitazione, lo mise nella riserva. Egli si ritirò a vita privata e morì il 13 settembre 1966, all'età di 77 anni.